# 藤崎エリナ
藤崎 エリナ（ふじさき エリナ、1988年5月16日 - ）は、日本のAV女優。
静岡県出身。血液型:O型。身長:163cm。スリーサイズ:B89(F)・W57・H84。

## 略歴・人物
2008年に「喜多嶋未来（きたじま みらい」としてAVデビュー。
2012年「本上まさみ」へ改名を経て、「藤崎エリナ」に改名。
同姓同名であった夏川リアナとは別人である。

## 出演作品

### アダルトビデオ

#### 喜多嶋未来 名義
2008年
- スゴ〜く！制服の似合う素敵な娘 みらい （10月13日、オーロラプロジェクト）
- 追いつめられた女の太腿と下半身 （10月25日、アロマ企画）……オムニバス作品 他出演:麻生セイラ 芹沢明菜 直江裕香 長谷川千穂 新田みゆ 夏見しおり
- ‘生’撮り女子校生 喜多嶋未来 （10月25日、オーロラ・プロジェクト）
- AV女優ノンフィクション （11月25日、オーロラ・プロジェクト）
- 中出し女子校生暴行 犯られ続ける3時間 （12月12日、ビッグモーカル）……オムニバス作品 他出演:平井柚葉 村瀬優花 瀬戸あずさ 永瀬りいな

- リアル女子校生 （12月25日、ビッグモーカル）……オムニバス作品 他出演:つぼみ 瀬戸あずさ 村瀬優花 やざわかりん

2009年
- 足ピ〜ン 角オナニー 4 （6月13日、アロマ企画）……オムニバス作品 他出演:児玉ゆい 吉澤レイカ 芹沢明菜 青空のん 国見奈々 三枝みのり
- 非合法人身売買組織 013 (3月24日、ゴーゴーズ）

2010年
- ‘生’撮り女子校生 （8月13日、オーロラ・プロジェクト)

2011年
- コスプレイヤー 未来 （9月19日、メディア総販ソレイル）

#### 北島未来 名義
2012年
- ミセスバージン WOMAN INSIDE No 128 （12月1日、ウーマンインサイド）

#### 本上まさみ 名義
2012年
- DELICATE ZONE （5月9日、TWCC）

#### 藤崎エリナ 名義
2013年
- First Impression （3月1日、アイデアポケット）
- スプラッシュSEX 大潮大噴射 （4月1日、アイデアポケット）
- 藤崎エリナ 軟タイム （4月24日、東京美脚道）
- 藤崎エリナ 覚醒サイト （5月1日、東京美脚道）
- SEMEN VAMPIRE （5月1日、アイデアポケット）
- 性接待 凌辱倶楽部 （6月1日、アイデアポケット）
- 嗚呼…麗しの変態奴隷妻 ワタシを奴隷にして下さい （7月19日、アイデアポケット）
- 100人斬り（8月19日、アイデアポケット）
- 解禁！！単体女優 藤崎エリナのパイパン初アナルSEX （9月19日、アイデアポケット）
- 女子大生完全支配 藤崎エリナ （12月7日、アタッカーズ）

2014年
- ドキュメント・レイプ2 （1月7日、アタッカーズ）
- 私、アナルじゃなきゃダメなんです…2 （2月7日、アタッカーズ)
- 残酷浪漫時代 第二話 悲しき緊縛絶頂人形 （3月7日、アタッカーズ）
- 犯ってイイオンナ （4月7日、アタッカーズ）
- 夫の上司 （7月25日、マドンナ）
- えりな in新宿 （8月6日、PORNOGRAPH）
- 白衣の天使と性交 （9月5日、ドリームチケット）
- 麗しのキャンペーンガールAGAIN 11 クレアとエリナ（10月25日、HMJM）
- 受付嬢in… ［脅迫スイートルーム］ Miss Reception Erina（26）（12月5日、ドリームチケット）

2015年
- 巨乳ドスケベコレクション 藤崎エリナと山口葵（1月31日、HMJM）

### 映画
2013年
- 星の長い一日 （2月2日、東京レイダース） - コンビニ店員 良江 役

### パチンコ
2012年
- CRクイーンズブレイド （高尾） - アルドラ 役